# Josephine Kablick
Josephine Ettel Kablick (1787–1863) foi uma botânica e paleontologista checa. Coletou amostras de plantas e fósseis por toda Europa, e muitas foram nomeadas em sua homenagem.
Kablick viveu em Vrchlabí (na época chamada de Hohenelbe). A maioria dos fósseis por ela coletados provinham das Sudetas.
Interchangeable Institute for the exchange of herbarium specimens, de Filip Maximilian Opiz, enumera cerca de 25 mil espécies catalogadas por ela.